# Quinto Múcio Cévola (cônsul em 174 a.C.)
Quinto Múcio Cévola (em latim: Quintus Mucius Scaevola) foi um político da gente Múcia da República Romana eleito cônsul em 174 a.C. com Espúrio Postúmio Albino Paululo. Era filho de Quinto Múcio Cévola, pretor da Sardenha em 215 a.C., irmão de Públio Múcio Cévola, cônsul no ano anterior, e pai de Quinto Múcio Cévola, cônsul em 117 a.C., que era muito mais jovem do que seus primos, Públio Licínio Crasso Dives Muciano e Quinto Múcio Cévola.

## Carreira
Cévola foi pretor em 179 a.C. e recebeu a Sicília como província consular. Em 174 a.C., foi eleito cônsul com Espúrio Postúmio Albino. Como há muitas lacunas no quadragésimo-primeiro volume da obra de Lívio, não sabemos quase nada sobre o seu mandato, incluindo qual foi a sua província consular. Neste ano, uma grande epidemia se abateu sobre Roma, matando diversos cidadãos ilustres, incluindo Públio Élio Peto, Cneu Servílio Cepião e Tibério Semprônio Longo.

## Anos finais
Foi tribuno militar em 171 a.C. e, em sua última missão conhecida, acompanhou o cônsul Públio Licínio Crasso em sua campanha contra Perseu da Macedônia na Terceira Guerra Macedônica.